# Le Mazis
Le Mazis település Franciaországban, Somme megyében. Lakosainak száma 108 fő (2022. január 1.). Le Mazis Andainville, Inval-Boiron, Neuville-Coppegueule és Saint-Aubin-Rivière községekkel határos.

## Népesség
A település népességének változása:
| Lakosok száma | 107  | 106  | 106  | 107  | 107  | 107  | 106  | 108  |
|               | 2013 | 2015 | 2017 | 2018 | 2019 | 2020 | 2021 | 2022 |